# Ioan Catarig
Ioan Catarig (n. 20 mai 1950) este un fost deputat român în legislatura 1990-1992 ales în județul Bistrița-Năsăud pe listele partidului FSN. Ioan Catarig a fost ales ca deputat în legislatura 1992-1996 pe listele PDSR. 